# スクール・オブ・ナーシング
『スクール・オブ・ナーシング』は、山﨑かおるのエッセイ『「たまご」たちのお目醒め〜看護学生の“心”を育てるということ』を原案とした2016年の日本映画である。2月13日熊本県先行公開の後、3月12日より全国順次公開。製作・配給は『スクール・オブ・ナーシング』製作委員会。

## キャスト
- 木津川あかね - 桐島ココ
- 丹羽幸助 - 大和田健介
- 寺田玲子 - 佐伯日菜子
- 栗原俊夫 - 木村知幸
- 三木本文 - 愛華みれ
- 緒方澄子 - 今本洋子
- 緒方総一 - 木元としひろ
- 竹林宗観 - 真柴幸平
- 戸川正樹 - 山田太一
- 松本小百合 - 小牧芽美
- 黒田希恵 - 吹石一恵
- 古村明 - 榎木孝明

## スタッフ
- プロデューサー：山﨑歩、山際新平
- 監督：足立内仁章
- 脚本：児島秀樹
- 原案：山﨑かおる『「たまご」たちのお目醒め〜看護学生の”心”を育てるということ〜』
- 撮影：三本木久城
- 録音：岩間翼
- 美術：佐々木健一
- 音楽：丸山和範
- 編集：マリオ
- 助監督：嶋田明美　武居正能
- 制作担当：増渕滋夫
- 製作・配給：『スクール・オブ・ナーシング』製作委員会